# NBA 2K (jeu vidéo)
NBA 2K est un jeu vidéo de basket-ball développé par Visual Concepts et édité par Sega Sports sorti en 1999 sur PC et Dreamcast.
C'est le premier épisode de la franchise 2K et est le principal concurrent de NBA Live 2000.